# Fonte Boa, Amazonas
Fonte Boa este un oraș în unitatea federativă Amazonas (AM) din Brazilia.